# Piaski (rejon lidzki)
Piaski (biał. Пескі, Pieski; ros. Пески, Pieski) – wieś na Białorusi, w obwodzie grodzieńskim, w rejonie lidzkim, w sielsowiecie Trzeciakowce, nad Lidzieją i przy drodze magistralnej M11.

## Historia
W XIX i w początkach XX w. położone były w Rosji, w guberni wileńskiej, w powiecie lidzkim, w gminie Gonczary.
W dwudziestoleciu międzywojennym leżały w Polsce, w województwie nowogródzkim, w powiecie lidzkim, do 11 kwietnia 1929 w gminie Honczary, następnie w gminie Lida. W 1921 miejscowość liczyła 153 mieszkańców, zamieszkałych w 27 budynkach, w tym 106 Polaków, 12 Białorusinów i 35 osób innej narodowości. 106 mieszkańców było wyznania rzymskokatolickiego i 47 prawosławnego
Po II wojnie światowej w granicach Związku Sowieckiego. Od 1991 w niepodległej Białorusi.